# Marson
Marson é uma comuna francesa na região administrativa do Grande Leste, no departamento de Marne. Estende-se por uma área de 30.76 km², e possui 286 habitantes, segundo o censo de 2018, com uma densidade de 9.3 hab/km².